# بيسالي جوناس هينريك
بيسالي جوناس هينريك (بالبرتغالية: Jonas Henrique Pessalli‏) (24 سبتمبر 1990 ببينتو غونسالفيس، ريو غراندي دو سول في البرازيل - 12 يونيو 2017 بكوريتيبا في البرازيل) هو لاعب كرة قدم برازيلي في مركز الوسط. لعب مع غريميو بورتو أليغرينزي ونادي أنجيه ونادي غريميو بارويري وLuçon FC ‏.

## وصلات خارجية
- بيسالي جوناس هينريك على موقع رابطة كرة القدم الفرنسية للمحترفين (الإنجليزية)
- بيسالي جوناس هينريك على موقع قاعدة بيانات كرة القدم.إي يو (الإنجليزية)
- بيسالي جوناس هينريك على موقع ليكيب (الفرنسية)
- بيسالي جوناس هينريك على موقع Soccerway.com (الإنجليزية)
- بيسالي جوناس هينريك على موقع AS.com (الإسبانية)